# Összerovott
Az összerovott a mesteralakok egyik kiegészítő jegye. Lényegében olyan színezési módszer, 
amikor a mesteralakot egy sorban váltakozva egy színnel és egy fémmel színezzük, 
miközben az így létrejövő darabok száma lényegtelen. Ez a színezési módszer leggyakrabban a pólyáknál, 
cölöpöknél, kereszteknél stb., valamint a címerkereteknél fordul elő. 
Egyes országokban, mint pl. az angol heraldikában az összerovott vagy darabolt keret a 
törvénytelen származás jelölésének egyik módszere.

Ezüsttel és vörössel összerovott harántpólya

Az összerovás hasonlít a pajzstagolásra és valószínűleg egy onnan is eredő címerművészeti ábrázolásmód, de 
itt nem egy mezőt, hanem egy mesteralakot színezünk, s nem tagolunk. Az összerovott mesteralak lehet díszített is, de annak nincs semmilyen hatása a pajzs szerkezeti elemeire.
Az összerovás leggyakrabban egyenes vonalakkal történik és ilyenkor a mesteralak fajtájától és irányától függően az a pólyánál, a harántpólyánál, a balharántpólyánál függőleges irányú vonalakkal történik, azaz tulajdonképpen a pólya stb. hasításáról van szó; a cölöp esetében a tagolás vízszintes vonalakkal megy végbe, azaz a cölöp vágásáról beszélhetünk. Az összerovás másik leggyakoribb módja a szarufához hasonló csúcsos vonalakkal történik. Ilyenkor tulajdonképpen a pólya, cölöp stb. szarufázásáról van szó. Az ettől eltérő összerovási módok nagyon ritkák.
Az összerovás (pl. a címerkeretben) két sorban is történhet. Ilyenkor ellenrovásról vagy 
ellendarabolásról [en: counter compony, compony counter compony, counter-compony, counter-componé, counter-gobony] van szó. 
A darabolt keret [en: bordure compony] az angol heraldikában 16 darabból [en: pieces, gobbits] áll forgószerűen [en: gyronwise] és az illegitim származás jelölésére használták, ha a természetes fiú követte apját annak hagyatékaiban. 
A magyar heraldikában sakkozottnak nevezik Lodoméria ikerpólyáit, noha ezek helyesen inkább ellendaraboltak vagy ellenrovottak, mert a mintázat két sorban szerepel. Három és több sor esetén már nem rovásról vagy darabolásról, hanem sakkozásról van szó.

Hermelinnel és vörössel összerovott harántpólya
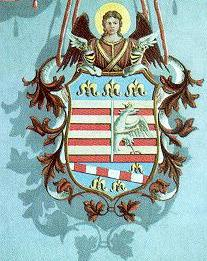
Darabolt harántpólya Kassa címerében. A magyar címerleírásokban általában vágott harántpólyának nevezik, noha helyesebben inkább darabolt
Szarufával összerovott
Darabolt keret
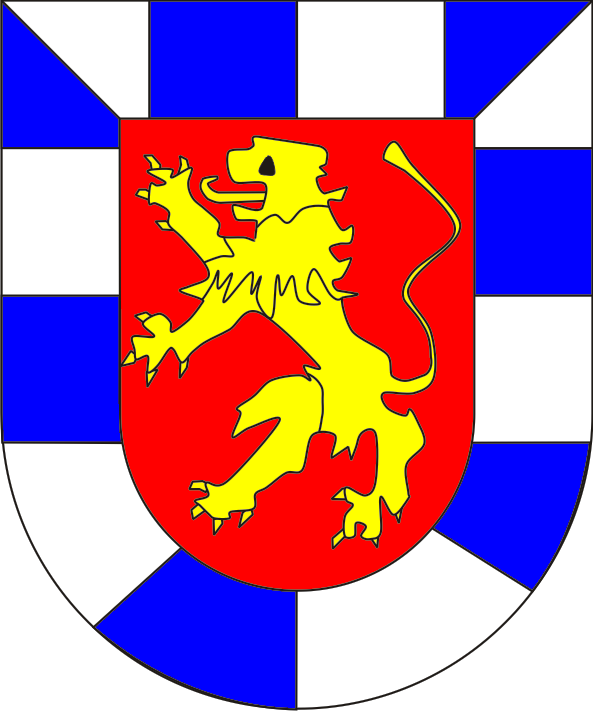
Összerovott (darabolt) keret
Darabolt tornagallér
Ellendarabolt pólya
Lodoméria ellendarabolt ikerpólyája

## Kapcsolódó szócikk
- Darab (heraldika)